# UFC 243
UFC 243: Whittaker vs. Adesanya（ユーエフシー・ツーフォーティスリー：ウィテカー・バーサス・アデサンヤ）は、アメリカ合衆国の総合格闘技団体「UFC」の大会の一つ。2019年10月6日、オーストラリア・ビクトリア州メルボルンのマーベル・スタジアムで開催された。

## 大会概要
本大会では正規王者ロバート・ウィテカーと暫定王者イスラエル・アデサンヤによるUFC世界ミドル級王座統一戦が組まれ、アデサンヤがスウェーで体をのけぞらせた体勢から右、左フックのカウンターを2連続で当てダウンを奪い追撃のパウンドでKO勝ちを収め王座統一に成功した。
本大会には57,127人の観衆が集まり、2015年11月14日に同じマーベル・スタジアム（当時の名称はドックランズ・スタジアム）で開催されたUFC 193の56,214人を抑えて、UFCの最多観客動員記録を更新した。

## 試合結果

### アーリープレリム
第1試合 63.5kg契約 5分3R
－  カリッド・タハ vs.  ブルーノ・シウバ－
ノーコンテスト(タハの禁止薬物失格)
※タハの体重超過によりバンタム級から変更。
※試合終了時での試合結果は3R3:00肩固めによりタハ勝利だった
第2試合 58.1kg契約 5分3R
○  キム・ジヨン vs.  ナディア・カッセム ×
2R 4:59 TKO（ボディーブロー）
※ジヨンの体重超過によりフライ級から変更。

### プレリミナリーカード
第3試合 女子フェザー級 5分3R
○  ミーガン・アンダーソン vs.  ザラ・フェアン ×
1R 3:57 三角絞め
第4試合 ライト級 5分3R
○  ブラッド・リデル vs.  ジェイミー・ムラーキー ×
3R終了 判定3-0（29–27、30-26、30-26）
第5試合 ウェルター級 5分3R
○  キャラン・ポッター vs.  マキ・ピトーロ ×
3R終了 判定3-0（29–28、29–28、29-28）
第6試合 ウェルター級 5分3R
○  ジェイク・マシューズ vs.  ロスタム・アクマン ×
3R終了 判定3-0（30-27、30-27、30-27）

### メインカード
第7試合 ヘビー級 5分3R
○  ヨルガン・デ・カストロ vs.  ジャスティン・タファ ×
1R 2:10 KO（右フック）
第8試合 ウェルター級 5分3R
○  ディエゴ・リマ vs.  ルーク・ジュモー ×
3R終了 判定2-1（28-29、29-28、29-28）
第9試合 ヘビー級 5分3R
○  セルゲイ・スピバック vs.  タイ・トゥイバサ ×
2R 3:14 肩固め
第10試合 ライト級 5分3R
○  ダン・フッカー vs.  アル・アイアキンタ ×
3R終了 判定3-0（30-27、30-27、30–26）
第11試合 UFC世界ミドル級王座統一戦 5分3R
○  イスラエル・アデサンヤ vs.  ロバート・ウィテカー ×
2R 3:33 KO（左フック→パウンド）
※アデサンヤが王座統一に成功。

### 各賞
ファイト・オブ・ザ・ナイト： ブラッド・リデル vs. ジェイミー・ムラーキー
パフォーマンス・オブ・ザ・ナイト： イスラエル・アデサンヤ、ヨルガン・デ・カストロ
各選手にはボーナスとして5万ドルが授与された。

### カード変更
負傷などによるカードの変更は以下の通り。